# Chuqui Chuqui
Chuqui Chuqui ist eine Ortschaft im Departamento Chuquisaca im südamerikanischen Andenstaat Bolivien.

## Lage im Nahraum
Chuqui Chuqui ist zentraler Ort des Kanton Chuqui Chuqui im Municipio Sucre in der Provinz Oropeza. Die Ortschaft liegt auf einer Höhe von 1797 m am rechten, östlichen Ufer des Río Chico, der flussabwärts nach weiteren 28 Kilometern in den bolivianischen Río Grande mündet.

## Geographie
Chuqui Chuqui liegt zwischen dem Altiplano und dem bolivianischen Tiefland im Höhenzug der bolivianischen Cordillera Central. Das Klima ist ein kühl-gemäßigtes Höhenklima mit typischem Tageszeitenklima, bei dem die Temperaturunterschiede im Tagesverlauf stärker schwanken als im Jahresverlauf.
Die Durchschnittstemperatur der Region liegt bei gut 17 °C (siehe Klimadiagramm Poroma) und schwankt im Jahresverlauf zwischen knapp 14 °C im Juli und 19 °C von November bis Januar. Der Jahresniederschlag beträgt gut 600 mm, wobei die monatlichen Niederschläge in der halbjährigen Trockenzeit von April bis Oktober bei unter 30 mm liegen, während im Südsommer von Dezember bis Februar Monatswerte zwischen 120 und 150 mm erreicht werden.

## Verkehrsnetz
Chuqui Chuqui liegt in einer Entfernung von 55 Straßenkilometern östlich von Sucre, der Hauptstadt des Departamentos.
Durch Sucre führt die Nationalstraße Ruta 5, die von der chilenischen Grenze im Westen über Uyuni und Potosí nach Sucre führt und weiter in östlicher Richtung über Chaco, Chuqui Chuqui und Surima in das Tiefland von Santa Cruz, wo sie bei La Palizada auf die Ruta 7 trifft.

## Bevölkerung
Die Einwohnerzahl der Ortschaft ist im vergangenen Jahrzehnt deutlich zurückgegangen:
| Jahr | Einwohner         | Quelle       |
| ---- | ----------------- | ------------ |
| 1992 | keine Detaildaten | Volkszählung |
| 2001 | 479               | Volkszählung |
| 2012 | 403               | Volkszählung |
| 2024 |                   | Volkszählung |

Die Region weist einen hohen Anteil an Quechua-Bevölkerung auf, trotz der hauptstädtischen Funktion des Municipios sprechen im Municipio Sucre immer noch 61,6 Prozent der Bevölkerung Quechua.